# Maarten Tjallingii

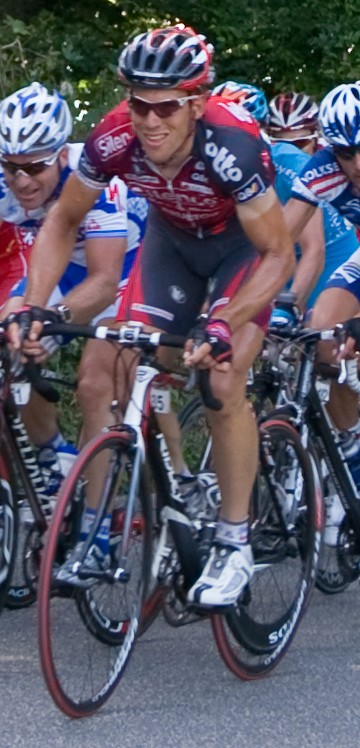
Maarten Tjallingii in de Ronde van Zwitserland 2008.

Maarten Pieter Tjallingii (Leeuwarden, 5 november 1977) is een voormalig Nederlands wielrenner. 

## Carrière
Maarten Tjallingii was onder andere succesvol in de Ronde van België, die hij won in 2006. In juli van datzelfde jaar won Tjallingii ook de Ronde van Qinghai Lake, een 9-daagse etappekoers in China. Het parcours van die ronde kenmerkt zich door een hoge lastigheidsgraad, met name vanwege de vele klimkilometers die dienen gemaakt te worden. Bovendien vindt het leeuwendeel van alle etappes plaats op meer dan 2000 meter hoogte. In 2008 maakte Tjallingii de overstap naar de ProTour-ploeg Silence - Lotto. Na één seizoen trok hij naar de Rabobank-ploeg. Voor deze ploeg reed hij onder andere twee keer de Ronde van Frankrijk uit. Ook werd hij in 2011 derde in Parijs-Roubaix. Hij finishte na winnaar Johan Vansummeren en de vooraf als favoriet bestempelde Fabian Cancellara. In de Ronde van Frankrijk van 2012 kwam Tjallingii in de derde etappe zwaar ten val. Desondanks wist hij de etappe uit te rijden met, wat later bleek, een gebroken heup. De Ronde van Italië van 2016 was het afscheid van de wielersport voor Tjallingii. De derde etappe, van Nijmegen naar Arnhem, ging over de Posbank. Tjallingii kwam als eerste boven en veroverde daarmee de blauwe bergtrui. Hij sloot in schoonheid af door de meest aanvalslustige renner in deze ronde van Italië te worden. Voordat Tjallingii koos voor een loopbaan als wegrenner was hij ook actief als mountainbiker. Zo deed hij mee aan de EK mountainbike in 2001, waar hij als 54ste eindigde in de crosscountry.

## Persoonlijk leven
Zijn achternaam, Tjallingii, is van Friese oorsprong en betekent 'zoon van Tjalling'. Tjallingii is een vegetariër, een feit dat veel media-aandacht krijgt. In 2011 deed hij mee aan de verkiezing van 'meest sexy vegetariër. Op tweejarige leeftijd verloor hij een nier, dus leeft hij al vrijwel zijn hele leven met één nier. Hij woont in Zuid-Afrika. Op 31 december 2016 maakte de redactie van De Gelderlander bekend dat Tjallingii was uitgeroepen tot Arnhemmer van het Jaar 2016. Dit vanwege zijn bergtrui-overwinning tijdens de Giro d'Italia in zijn eigen stad.
Aansluitend op zijn rennersloopbaan is Tjallingii meer actief geworden op televisie en radio. In 2017 was Tjallingii vaste analist bij de radioprogramma NOS Radio Tour de France tijdens de Ronde van Frankrijk. Daarnaast schoof hij regelmatig aan bij het programma Tour du Jour op RTL7. Tevens coacht Tjallingii teams, sporters en niet-sporters en bedrijven om te groeien en om een beter resultaat te bereiken. Dit doet hij door middel van workshops, presentaties, clinics en inspiratiesessies.

## Overwinningen
Als wegwielrenner
2001
- 2e etappe Ronde van Burkina Faso

2003
- Rund um Rhede
- 1e etappe Ronde van Burkina Faso
- Eindklassement Ronde van Burkina Faso

2006
- 1e etappe Ronde van België
- Eindklassement Ronde van België
- 7e etappe Ronde van het Qinghaimeer
- Eindklassement Ronde van het Qinghaimeer

2013
- 2e etappe World Ports Classic

2015
- GP Beeckman-De Caluwé

Als mountainbiker
2004
- Afxentia

2005
- Vuelta a Valladolid

## Overige ereplaatsen
Als wegwielrenner
2007
- 2e in eindklassement Ronde van België

2011
- 3e in Parijs-Roubaix

Als mountainbiker
2004
- Nederlands kampioenschap mountainbike

## Resultaten in voornaamste wedstrijden
| Jaar | Ronde van Italië | Ronde van Frankrijk | Ronde van Spanje |
| ---- | ---------------- | ------------------- | ---------------- |
| 2006 |                  |                     |                  |
| 2007 |                  |                     |                  |
| 2008 |                  |                     | 58e              |
| 2009 | 100e             |                     |                  |
| 2010 |                  | 131e                |                  |
| 2011 |                  | 98e                 |                  |
| 2012 |                  | opgave              |                  |
| 2013 | 131e             |                     |                  |
| 2014 | 92e              |                     | 137e             |
| 2015 | 119e             |                     | opgave           |
| 2016 | 122e             |                     |                  |

| Jaar | Milaan-San Remo | Gent-Wevelgem | Ronde van Vlaanderen | Parijs-Roubaix | Amstel Gold Race | Parijs-Tours |  | WK op de weg |  | Wereldranglijsten |
| ---- | --------------- | ------------- | -------------------- | -------------- | ---------------- | ------------ |  | ------------ |  | ----------------- |
| 2006 |                 | 67e           | 68e                  | 90e            | 47e              | 33e          |  | opgave       |  |                   |
| 2007 |                 |               | 56e                  | 72e            | 69e              | 47e          |  |              |  |                   |
| 2008 | 134e            |               | 21e                  | opgave         | opgave           | 73e          |  | 66e          |  |                   |
| 2009 | opgave          |               | 95e                  | 63e            |                  | 65e          |  |              |  | 119e (UWK)        |
| 2010 | 95e             |               | 49e                  | 31e            |                  | 158e         |  |              |  | 106e (UWK)        |
| 2011 | 138e            | 120e          | 91e                  | ↑              | opgave           | 14e          |  | 44e          |  | 69e (UWT)         |
| 2012 | 62e             | 122e          | opgave               | 33e            | opgave           |              |  |              |  |                   |
| 2013 | 63e             | 48e           | 52e                  | 18e            |                  | 69e          |  |              |  |                   |
| 2014 | 41e             | 113e          | 80e                  | 51e            |                  | 97e          |  |              |  |                   |
| 2015 | 114e            | 39e           | 103e                 | 83e            |                  |              |  |              |  |                   |
| 2016 | 99e             | 30e           | 95e                  | 27e            | opgave           |              |  |              |  |                   |

## Ploegen
- 2003 – Marco Polo Cycling Team
- 2004 – Marco Polo Cycling Team
- 2005 – Marco Polo Cycling Team
- 2006 – Skil-Shimano
- 2007 – Skil-Shimano
- 2008 – Silence-Lotto
- 2009 – Rabobank
- 2010 – Rabobank
- 2011 – Rabobank
- 2012 – Rabobank
- 2013 – Belkin Pro Cycling [a]
- 2014 – Belkin Pro Cycling
- 2015 – Team LottoNL-Jumbo
- 2016 – Team LottoNL-Jumbo

1. ↑  Tot de Ronde van Frankrijk heette de ploeg Blanco-Pro Cycling Team, maar na het aantrekken van Belkin als hoofdsponsor werd de naam veranderd.

Wielerploegen van Maarten Tjallingii
Abe ·
Doi ·
Fang ·
Goesinnen ·
Hirose ·
van Hummel ·
Jin ·
Kano ·
Langeveld ·
Martens ·
Meschenmoser ·
Nodera ·
Ouchi ·
Reinerink ·
Rooijakkers ·
Shinagawa ·
Tjallingii ·
Tsuji ·
Vierhouten · 
Wallaard ·
Weissinger · 
Yamamoto · 

Deroo (stagiair) 
Abe ·
Bacquet ·
den Bakker ·
Deroo ·
Doi ·
Fang ·
Goesinnen ·
Hirose ·
van Hummel ·
Ji · 
Jin ·
Kano ·
Lhotellerie ·
Martens ·
Meschenmoser ·
Müller · 
Nodera ·
Ouchi ·
Rooijakkers ·
Shinagawa ·
Timmer ·
Tjallingii ·
Tsuji ·
Vierhouten · 
Yamamoto · 
Hupond (stagiair) 
Aerts · Bileka · Brandt · Cioni · Cornu · De Greef · Devenyns · De Vocht · D'Hollander · Dockx · Evans · Gardeyn · Gates · Hoste · Jacobs · Kaisen · Lloyd · McEwen · Popovytsj · Roelandts · Roesems · Sentjens · Steurs · Tjallingii · Van Avermaet · Van den Broeck · Van Huffel · Vansevenant · Vansummeren
Ardila ·
Boom ·
Brown ·
Clement ·
ten Dam ·
van Emden ·
Flecha ·
Flens ·
Freire · 
Gárate ·
Gesink ·
de Groot ·
Hayman · 
Horrillo ·
Kozontsjoek ·
Langeveld ·
Leezer ·
de Maar ·
Martens ·
Mensjov ·
Moerenhout ·
Mollema ·
Niermann ·
Nuyens ·
Posthuma ·
Reus ·
Stamsnijder ·
Tankink ·
Tjallingii ·
Weening
Ardila ·
Boom ·
Brown ·
Clement ·
ten Dam ·
van Emden ·
Flens ·
Freire · 
Gárate ·
Gesink ·
Kozontsjoek ·
Kruijswijk ·
Langeveld ·
Leezer ·
Martens ·
Mensjov ·
Moerenhout ·
Mollema ·
Niermann ·
Nuyens ·
Posthuma ·
Reus (tot 31/08) ·
Stamsnijder ·
Tankink ·
Tjallingii ·
Weening ·
van Winden · 
Bol (stagiair)
Barredo ·
Boom ·
Bos ·
Breschel ·
Brown ·
Clement ·
ten Dam ·
van Emden ·
Flens ·
Freire · 
Gárate ·
Gesink ·
Kruijswijk ·
Langeveld ·
Leezer ·
Martens ·
Matthews ·
Mollema ·
Niermann ·
Sánchez ·
Slagter ·
Tankink ·
Tjallingii ·
Vermeltfoort ·
Weening ·
van Winden · 
Wynants ·
Goos (stagiair)
Barredo ·
Bol · 
Boom ·
Bos ·
Breschel ·
Brown ·
Clement ·
ten Dam ·
van Emden ·
Flens ·
Gárate ·
Gesink ·
Kelderman ·
Kruijswijk ·
Leezer ·
Martens ·
Matthews ·
Mollema ·
Niermann ·
Renshaw ·
Sánchez ·
Slagter ·
Tankink ·
Tjallingii ·
Vermeltfoort ·
van Winden · 
Wynants ·
Goos (stagiair)
Bobridge · 
Bol · 
Boom ·  
Bos · 
Brown · 
Clement · 
Flens · 
Gárate · 
Gesink · 
Goos ·  
Hofland · 
Kelderman · 
Kruijswijk · 
Leezer · 
Martens · 
Mollema · 
Nordhaug · 
Renshaw ·
Tankink · 
Tanner · 
ten Dam · 
Tjallingii ·  
van Emden · 
van Winden · 
Vanmarcke · 
Wagner · 
Wynants · 
Slik (stagiair)
Bobridge · Bol · Boom ·  Bos · Brown · Clement · Flens · Gárate · Gesink · Goos · Hivert · Hofland · Keizer · Kelderman · Kruijswijk · Leezer · Markus · Martens · Mollema · Nordhaug · Tankink · Tanner · ten Dam · Tjallingii · van der Lijke · van Emden · van Winden · Vanmarcke · Wagner · Wynants · Tusveld (stagiair)
Bennett · Bulgaç · De Weert · Flens · Gesink · Goos · Hofland · Keizer · Kelderman · Kruijswijk · Leezer · Lindeman · Markus · Martens · Roosen · Tankink · Teunissen · ten Dam · Tjallingii · Van Asbroeck · van der Lijke · van Emden · Vanmarcke · van Winden · Wagner · Wynants · Bouwman (stagiair) · Castelijns (stagiair) · Lammertink (stagiair)
Battaglin · Bennett · Bouwman · Campenaerts · Castelijns · van Emden · Gesink · Goos · Groenewegen · Hofland · Keizer · Kelderman · Kruijswijk · Lammertink · Leezer · Lindeman · Martens · Roglič · Roosen · Tankink · Teunissen · Tjallingii · Van Asbroeck · Vanmarcke · Vermeulen · Wagner · van Winden · Wynants